# 삼성 NX5
삼성 NX5(Samsung NX5)는 삼성전자가 NX10에 이어서 2010년 6월에 두 번째로 발매한 렌즈 교환식 미러리스 카메라이다.
NX5는 NX10의 보급형 기종으로서, 1460만 화소를 지원하는 APS-C 규격의 CMOS센서를 비롯한 주요 사양과 기능은 NX10과 동일하다.

## 참조
- (영어) https://web.archive.org/web/20150924004717/http://www.dpreview.com/products/samsung/slrs/samsung_nx5/specifications